# Северный Матабелеленд
Северный Матабелеленд (англ. Matabeleland North Province) — провинция в Зимбабве. Административный центр провинции — город Лупане.

## География
Провинция Северный Матабелеленд находится в западной части Зимбабве. Площадь её составляет 75 025 км².

## Население
Крупные города — Лупане, Хванге и Виктория-Фолс. Основное население провинции относится к народности матабеле.
По данным на 2013 год численность населения составляет 747 176 человек.
Динамика численности населения провинции по годам:
| 1982    | 1992    | 2002    | 2013    |
| ------- | ------- | ------- | ------- |
| 470 539 | 640 967 | 701 359 | 747 176 |

## Административное деление
В административном отношении провинция Северный Матабелеленд подразделяется на 7 районов: Бинга, Буби, Хванге, Лупане, Чолочо, Нкайи, Умгуза.

## Экономика
Для экономики Северного Матабеле существует два основных источника доходов — крупнейшие месторождения каменного угля близ Хванге, являющиеся необходимой составляющей для развития сталелитейной промышленности Зимбабве, а также туристический бизнес — так как в провинции расположены такие известнейшие достопримечательности Зимбабве, как водопад Виктория, мост его имени и Национальный парк Хванге.